# عثة اللفت
عثة اللفت أو أجروتيس سيجيتوم، وتعرف أيضاً باسم الدودة القارضة (الاسم العلمي: Agrotis segetum)، وهي فراشة من الحشرات تتبع فصيلة (ليليات:Noctuidae)، تصيب النبات والمحاصيل، تم وصف هذا النوع لأول مرة عام 1775، وهو نوع أوروبي شائع ويوجد في إفريقيا وعبر أوراسيا بإستثناء الأجزاء الشمالية.

## الوصف
تتراوح أجنحة الحشرة الأمامية من البرتقالي الباهت إلى الأسود تقريبًا. تحتوي الأشكال الشاحبة على ثلاث سمات ذات حدود داكنة على كل جناح أمامي.
السمة الرئيسية التي تميزه عن أنواع Agrotis الأخرى هي ظل الأجنحة الخلفية، والأبيض النقي في الذكور والرمادي اللؤلؤي في الإناث. يبلغ طول جناحيها 32-42 ملم، الأجنحة الخلفية بيضاء اللون، وأطرافها بنية. 

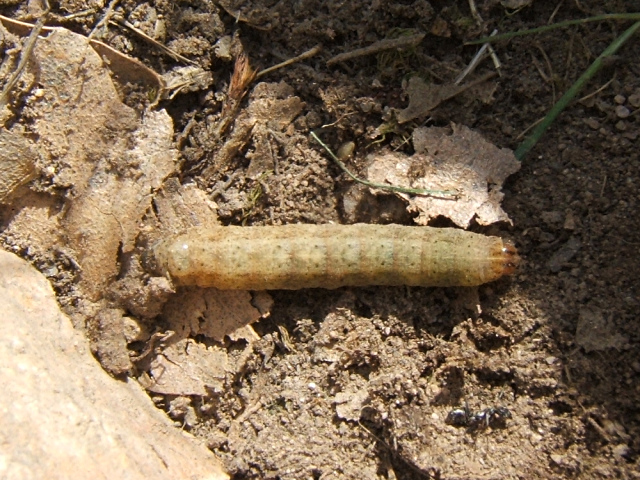
اليرقة

اليرقة ذات لون رمادي شاحب أو مغرة رمادية، وفي بعض الأحيان بها مسحة من اللون الوردي والخطوط الظهرية، عادة ما يُشار إليها بحواف داكنة، والرأس تحت الظهرية رمادي شاحب في بعض الأحيان، مع علامات بنية.

## الأضرار
تصيب النبات والمحاصيل الغذائية، وتكافح بإستخدام المبيدات الحشرية.